# Tybamate
Tybamate (INN; Solacen, Tybatran, Effisax) là một thuốc giải lo âu họ carbamate. Nó là một tiền chất cho meprobamate theo cách tương tự như thuốc carisoprodol được biết đến nhiều hơn. Nó có tác dụng kích thích men gan tương tự như phenobarbital nhưng yếu hơn nhiều.